# Ahmarské hory
Ahmarské hory je pohoří v Etiopii a částečně i v Somálsku; patří k Etiopské vysočině.

## Geografie
Pohoří nemá jasně definované hranice; uvádí se, že leží mezi 9°12′26″ s. š., 40°57′38″ v. d. a 9°33′34″ s. š., 41°28′22″ v. d., ale z jiných zdrojů lze odvodit podstatně větší délku. Střední výška je 1813 m n. m. Podle mapy je nejvyšším bodem Gara Muleta v místě 9°15′24″ s. š., 41°43′51″ v. d. o výšce 3388 m n. m. Známými vrcholy jsou Gondela Terara (3111 m), Mutar YeTerara Senselet (2956 m), Ala (2938 m), Adem Gadi Burk'a Terara (2893 m), Gara K'ufa (2775 m), Fednī Terara (2726 m), Dalo Terara (2364 m), Abenyo Terara (2284 m), Dembi Terara (2235 m).
V horách pramení četné řeky, jednak na severním úbočí (Dechatu), jednak na jižním úbočí (Ramis, Gobele, Erer). Posledně jmenované jsou levostrannými přítoky řeky Šebeli a jsou významné z hlediska vodního hospodářství etiopských svazových států Oromie a Somálsko.
Flóra je polopouštního charakteru. V údolích, kde se udržuje vlhkost, se vyskytují trvale zelené rostliny.

### Pohoří Chercher
Jihozápadním směrem pokračují Ahmarské hory k Chercherským horám, za něž jsou někdy mylně zaměňovány a které leží v Západním Harerge, přičemž se celá tato oblast neoficiálně nazývá Chercher. Přitom Chercherské hory, nazvané podle jednoho z vrcholů Ch'erch'er Terara (2593 m) a dosahující vrcholem Jelo Terara výšky 3021 m, lze spíše považovat za součást Ahmarských hor, protože sedlo, které je odděluje (9°3′14″ s. š., 40°54′40″ v. d.), leží v nadmořské výšce 2254 m a nejnižší bod hřebene pokračujícího na jihozápad ve výšce 1892 m.

### Náhorní planina
Severovýchodním směrem pokračují Ahmarské hory náhorní planinou bez výrazného hřebene. Nad ni vystupují vrcholy Āybera Terara (2851 m), Serīta Terara (3016 m) a Kundudo (2959 m). Tuto planinu i vrcholy lze také považovat za součást Ahmarských hor, protože většina zdrojů uvádí, že se táhnou až k moři do Somálska.

## Geologie

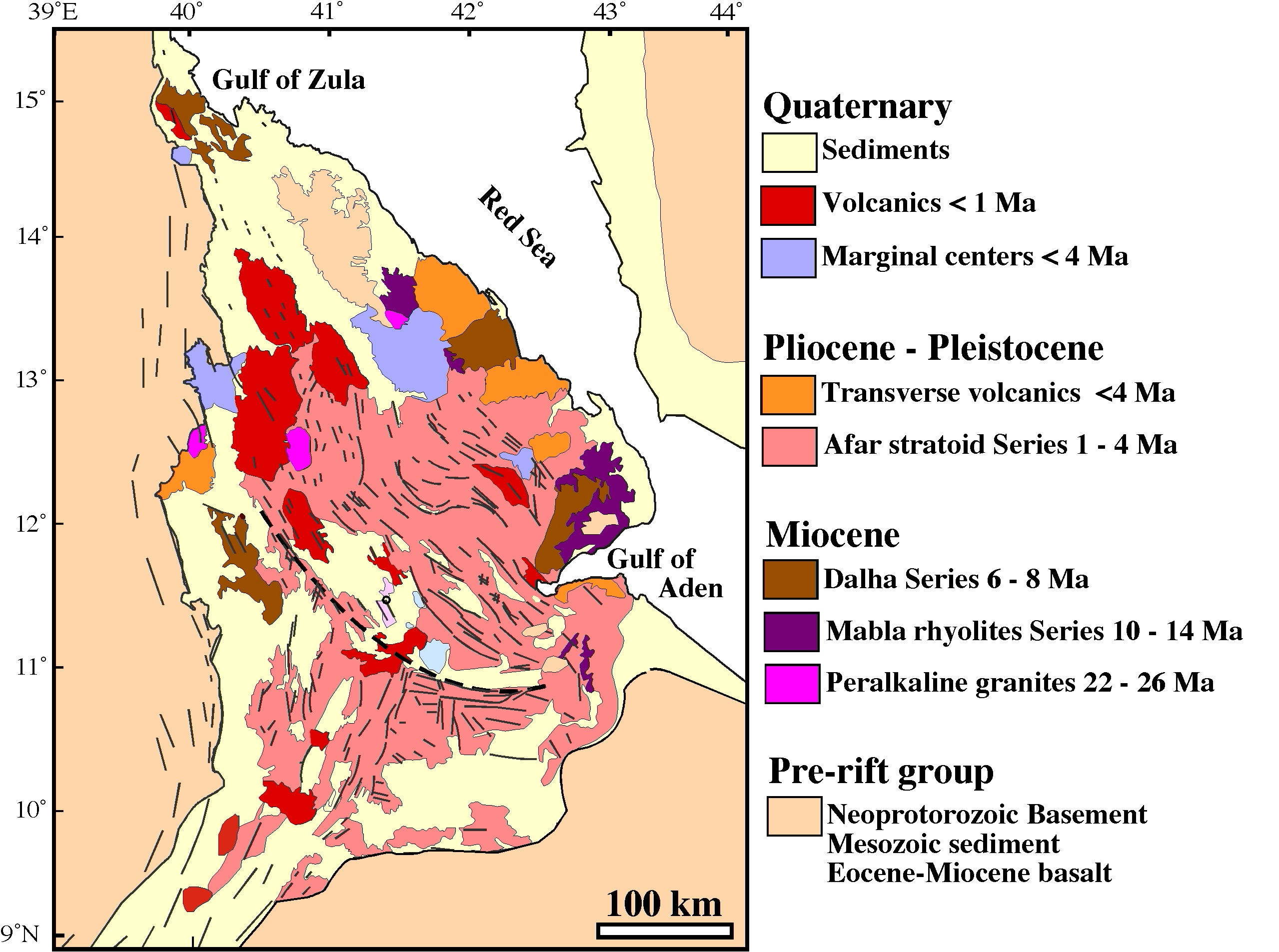
Geologická mapa Afarského trojúhelníku

Z geologického hlediska jsou hory součástí Východního zlomového pohoří Východoafrické příkopové propadliny a tvoří jihovýchodní hranici Afarského trojúhelníku. Skládají se zejména ze čtvrtohorních usazenin, především slepenců. Z menší části se zde nalézají paleogenní afarské stratoidní vrstvy.

## Průzkum
Pohořím vede starobylá cesta z Addis Abeby do Hararu, dnes etiopská silnice č. 10. Z Evropanů je poprvé prozkoumal Richard Francis Burton, jenž cestoval podél jeho severního úpatí v lednu 1854 na své cestě do Hararu. Pohoří se stalo nepřekonatelnou překážku pro džibutsko-etiopskou železnici, jejíž první úsek měl končit v Hararu, ale kvůli výškovému rozdílu 869 m od Dire Dawy k nejnižšímu sedlu musela být tomto městě ukončena. Nyní tudy vede etiopská silnice č. 10a v délce 21 km.

## Podnebí
Klima je zde tropické, podstatně ovlivněné nadmořskou výškou, která je významným faktorem ovlivňujícím teplotu. Oproti okolí je ve vyšších oblastech v průměru o 10 °C chladněji, a to ve dne i v noci. V noci zde teplota klesá na zhruba 10 až 12,2 °C.